# Wahlenbergia songeana
Wahlenbergia songeana är en klockväxtart som beskrevs av Mats Thulin. Wahlenbergia songeana ingår i släktet Wahlenbergia och familjen klockväxter.
Artens utbredningsområde är Tanzania. Inga underarter finns listade i Catalogue of Life.